# Allen Montgomery Lewis
 (mars 2025).
Si vous disposez d'ouvrages ou d'articles de référence ou si vous connaissez des sites web de qualité traitant du thème abordé ici, merci de compléter l'article en donnant les références utiles à sa vérifiabilité et en les liant à la section « Notes et références ».
Sir Allen Montgomery Lewis (né le 26 octobre 1909 à Castries et mort le 18 février 1993) est un avocat et fonctionnaire de Sainte-Lucie qui a été deux fois gouverneur général de Sainte-Lucie (1979-1980 et 1982-1987). 

## Biographie
Il a été l'un des fondateurs et le premier président du Parti travailliste de Sainte-Lucie en 1950. Avant sa nomination au poste de gouverneur, Sir Allen a siégé au conseil législatif (1943-1951) et a été sénateur au Parlement fédéral de la Fédération des Indes occidentales (1958-1959).
Sir Allen a fait une brillante carrière juridique aux côtés de ses réalisations politiques, il a été juge à la cour d'appel jamaïcaine (1962-1967) et juge en chef de la Cour suprême de la Caraïbe orientale (1967 - 1972). En 1975, il devient chancelier de l'Université des Indes occidentales.